# Colli (Monte San Giovanni Campano)
Colli è una frazione del comune di Monte San Giovanni Campano, in provincia di Frosinone.
Prende il nome dai vari colli che la compongono, su ognuno dei quali trova luogo un agglomerato di abitazioni. La strada principale del centro storico è pavimentata in selciato

## Monumenti e luoghi d'interesse
I principali monumenti sono:
- L'antica chiesa di Canneto.

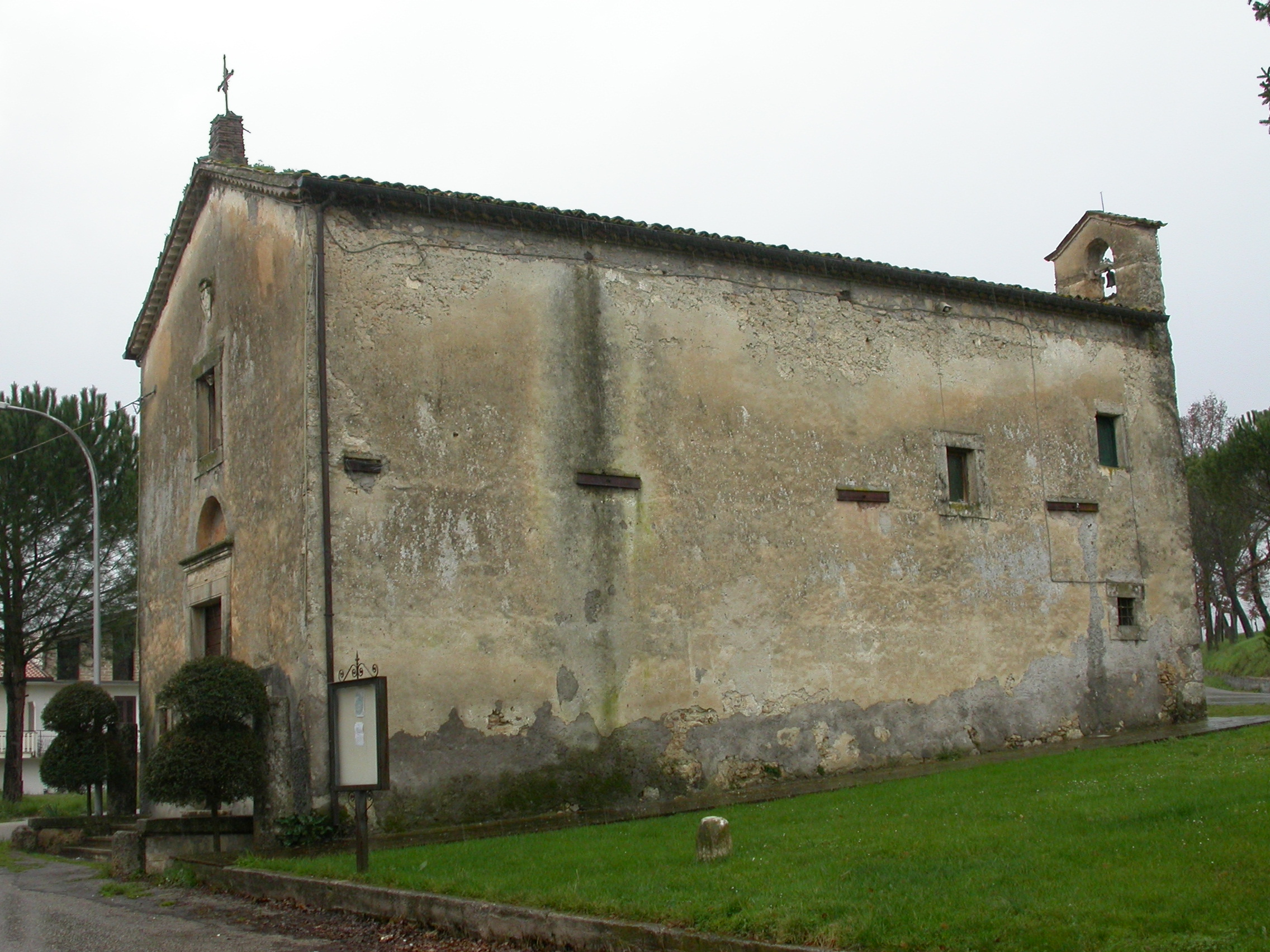
La chiesa di Canneto

All'inizio del II millennio nella zona di Canneto vi era una comunità monastica, visitata anche da papa Alessandro III intorno al 1130, che includeva la stessa chiesa, edificata sui resti di costruzioni più antiche. Essa appartenne prima alla Certosa di Trisulti e poi ai conti Lucernari fino a qualche decennio fa, quando entrò a far parte dei possedimenti della parrocchia.
- La chiesa di San Lorenzo, recentemente restaurata.
- La chiesa dedicata a Sant'Antonio posta all'ingresso del paese, anch’essa recentemente restaurata

## Santo patrono
Il santo patrono di Colli, San Lorenzo, viene festeggiato il 10 di agosto, mese nel quale tornano a casa tantissimi emigrati da Francia, Germania, Belgio, Stati Uniti e Canada.

## Associazione Culturale Colli APS
Dal 1982 è presente sul territorio di Colli l'Associazione Culturale Colli (ACC), fondata da Mons. Giovanni Battista Proja(1917-2017), che si proponeva di promulgare attività e manifestazioni all'insegna del volontariato, come l'apertura di una biblioteca e un museo, oltre a diverse iniziative:
- Il concorso letterario "La Nostra Terra"
- La "Festa della Mamma";
- Il "Presepe in Famiglia";
- La "Caccia al Tesoro";
- Il "Palio delle Contrade";

## GenerAZione Colli APS
Dal 2022 è presente sul territorio di Colli, l'associazione GenerAZione Colli APS, fondata da giovani ragazzi del paese e delle vicine frazioni, che si propone di realizzare attività e manifestazioni per dare lustro al paese. Collabora con l'altra associazione presente nel paese, l'Associazione Culturale Colli APS.

## Altro

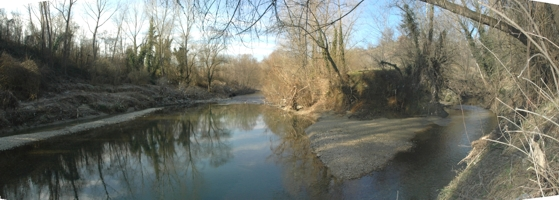
La confluenza del torrente Amaseno con il fiume Liri

Colli è anche il punto di confluenza tra il torrente Amaseno e il fiume Liri.

## Sport
Nel paese di Colli è presente una società sportiva dilettantistica, l'ASD Principato Di Colli, squadra militante nel campionato di Promozione, Lazio.
Inoltre è presente una scuola calcio,  Foxes Academy, per i giovani ragazzi che vogliono muovere i primi passi nel mondo del calcio.